# Ophthalmolampis putida
Ophthalmolampis putida är en insektsart som beskrevs av Marius Descamps 1983. Ophthalmolampis putida ingår i släktet Ophthalmolampis och familjen Romaleidae. Inga underarter finns listade i Catalogue of Life.